# Guntis Galviņš
Guntis Galviņš (Talsi, 25 gennaio 1986) è un hockeista su ghiaccio lettone.

## Carriera
Dopo aver giocato nel Prizma Rīga dal 2002 al 2004, ha giocato nell'HK Riga 2000 dal 2004 al 2006. Nella stagione 2006-2007 ha militato nell'HC Vsetín, prima di tornare per due stagioni all'HK Riga 2000.
Nella stagione 2007-2008 ha indossato la casacca dell'Alba Volán Székesfehérvár. Dal 2008 al 2013 ha giocato con la Dinamo Riga in KHL.
Nel 2013-14 ha giocato nell'HC Ugra (KHL) e nell'AIK IF (SHL).
Dopo un'annata all'HC Bolzano (2014-15), è tornato alla Dinamo Riga, in cui milita dalla stagione 2015-16.
Con la nazionale lettone ha preso parte a diverse edizioni dei campionati mondiali a partire dal 2005 e ai Giochi olimpici invernali 2010.